# Byron (Michigan)
Pour les articles homonymes, voir Byron.
Byron est une ville située dans l’État américain du Michigan. Elle fait partie du comté de Shiawassee. Sa population est de 595 habitants en 2000.

## Histoire
Byron est une localité fondée en 1824, qui alors constituait le dernier relais de diligence avant Détroit. Dans la deuxième partie du XIXe siècle, la ligne de chemin de fer Ann Arbor Railroad passe par la ville qui devient alors en 1873 une municipalité à part entière du comté de Shiawassee.

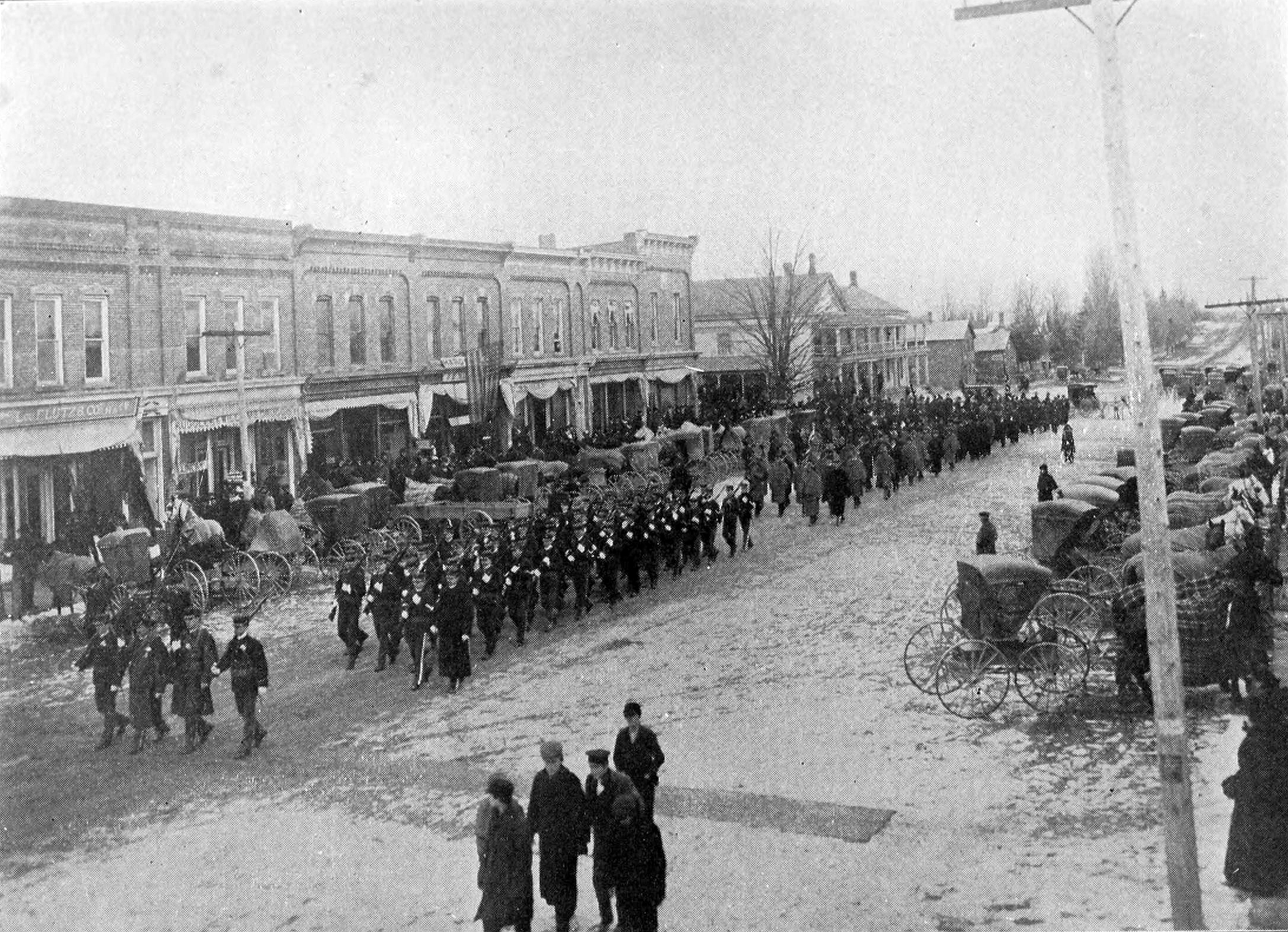
Des soldats et des vétérans de la Detroit Light Guard défilent lors d'un enterrement à Byron, 1900

## Lieux
- Le Old Depot